# Passalus caelatus
Passalus caelatus es una especie de coleóptero de la familia Passalidae.

## Distribución geográfica
Habita en Panamá.